# 296462 Corylachlan
296462 Corylachlan è un asteroide della fascia principale. Scoperto nel 2009, presenta un'orbita caratterizzata da un semiasse maggiore pari a 2,5551361 UA e da un'eccentricità di 0,2369203, inclinata di 14,12409° rispetto all'eclittica.